# Great Moon Hoax

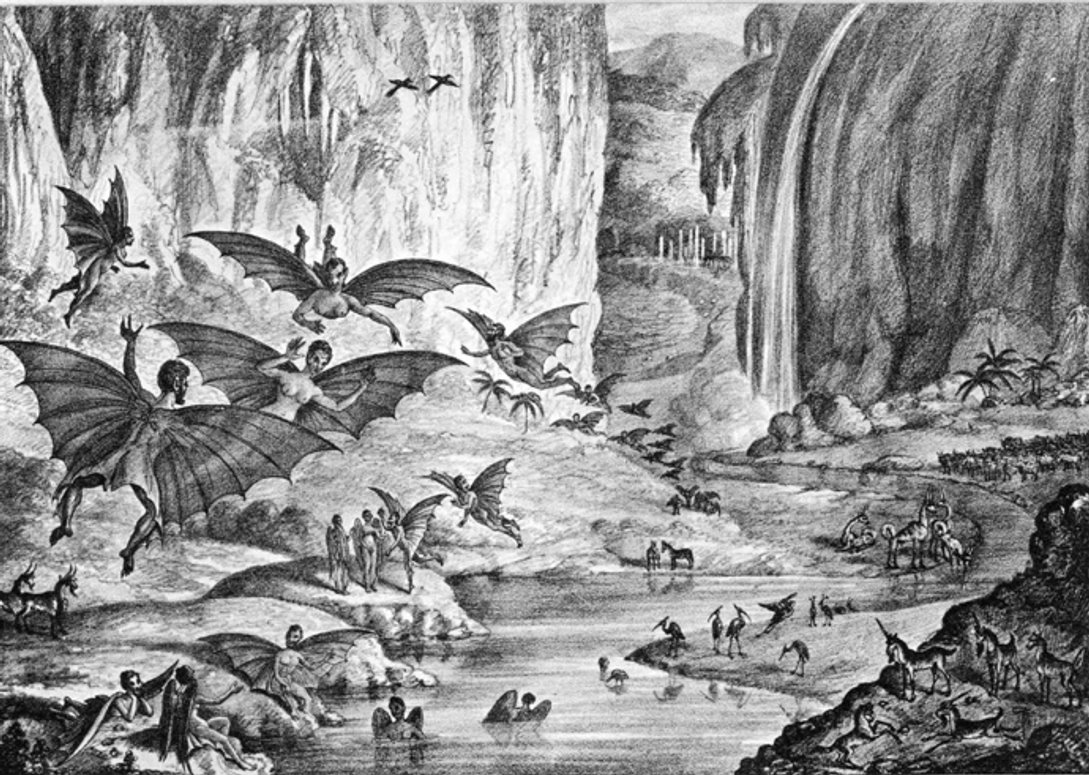
Litografie a unui "amfiteatru rubiniu" din New York Sun, 28 august 1835 (articolul 4 din 6)

"The Great Moon Hoax" (cu sensul de Marea Farsă Lunară) se referă la o serie de șase articole care au fost publicate în New York Sun începând cu 25 august 1835, cu privire la presupusa descoperire a vieții și chiar a civilizației pe Lună. Descoperirile au fost în mod fals atribuite lui Sir John Herschel, posibil cel mai cunoscut astronom al timpului său.

## Articol
Titlul articolului era:
„
 GREAT ASTRONOMICAL DISCOVERIES 

 LATELY MADE  

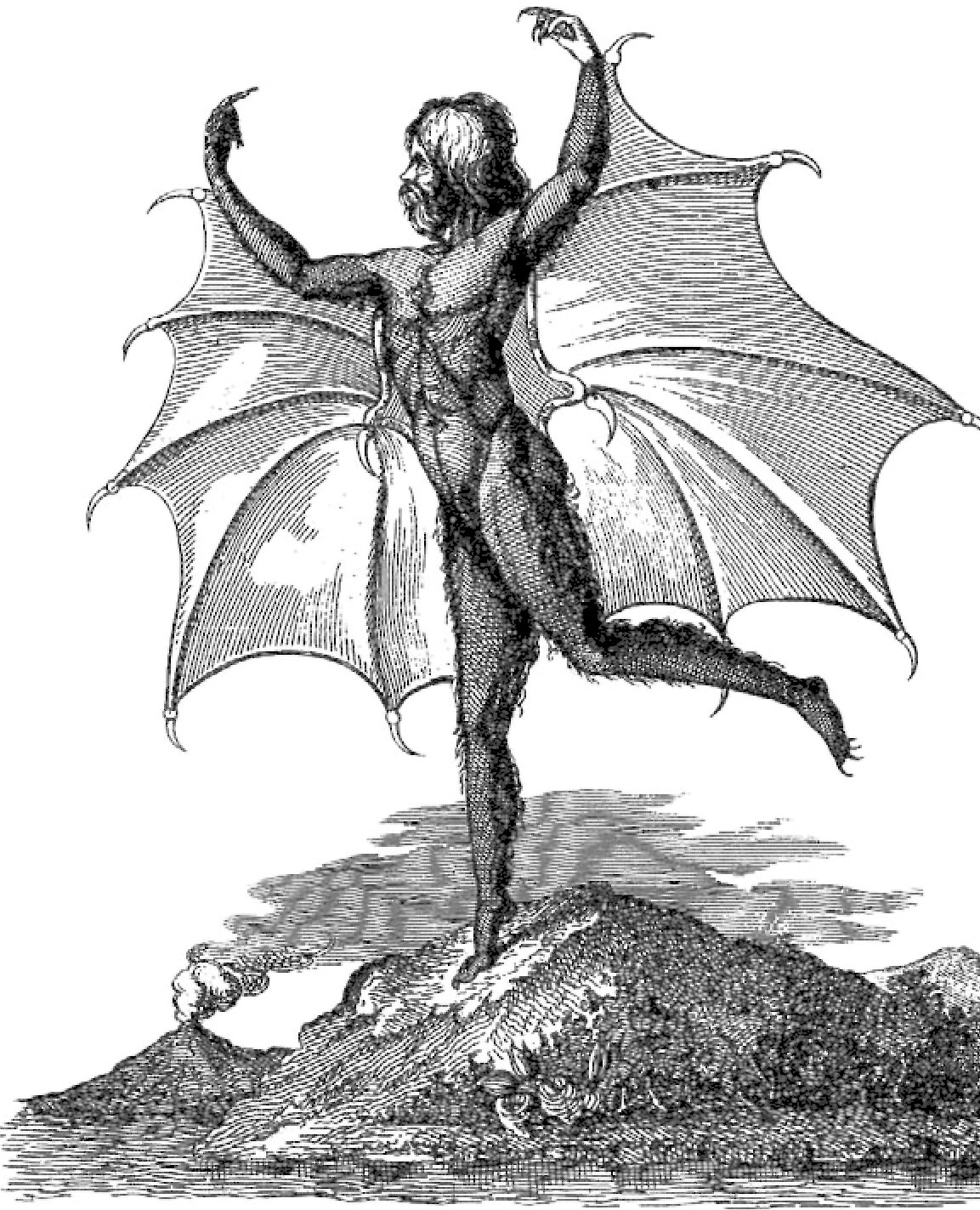
Portretul unui om-liliac (Vespertilio-homo), dintr-o ediţie a seriei despre Lună publicată la Napoli.

 BY SIR JOHN HERSCHEL, L.L.D. F.R.S. &c.  

 At the Cape of Good Hope  

 [From Supplement to the Edinburgh Journal of Science] 
”